# U-19-Handball-Europameisterschaft der Frauen 2025
Die 15. U-19-Handball-Europameisterschaft der Frauen wurde vom 9. Juli bis 20. Juli 2025 in Montenegro ausgetragen. Veranstalter war die Europäische Handballföderation (EHF). Die deutsche Auswahl gewann erstmals den EM-Titel.

## Vorrunde
Die Auslosung der Vorrundengruppen fand im Januar 2025 in Österreich statt. In der Vorrunde spielte jede Mannschaft einer Gruppe einmal gegen jedes andere Team in der gleichen Gruppe. Die jeweils besten zwei Mannschaften jeder Gruppe qualifizierten sich für die Hauptrunde, die Gruppendritten und Gruppenvierten qualifizierten sich für die Zwischenrunde.

### Gruppe A
| Pl. | Land           | Sp. | S | U | N | Tore     | Diff. | Punkte |
| --- | -------------- | --- | - | - | - | -------- | ----- | ------ |
| 1.  | Tschechien     | 3   | 3 | 0 | 0 | 099:720  | +27   | 06:00  |
| 2.  | Ungarn         | 3   | 2 | 0 | 1 | 087:730  | +14   | 04:20  |
| 3.  | Polen          | 3   | 1 | 0 | 2 | 076:730  | +3    | 02:40  |
| 4.  | Nordmazedonien | 3   | 0 | 0 | 3 | 063:1070 | −44   | 00:60  |

| 9. Juli 2025 14:30 Uhr | Tschechien                      | 30:24        | Polen                       | Bemax Arena, Podgorica Zuschauer: 35 Schiedsrichter: Ron Peretz, Niv Schwartz |
| 9. Juli 2025 14:30 Uhr | meiste Tore: Tereza Filípková 7 | (16:11)      | meiste Tore: Maja Schlabs 8 | Bemax Arena, Podgorica Zuschauer: 35 Schiedsrichter: Ron Peretz, Niv Schwartz |
| 9. Juli 2025 14:30 Uhr | Strafen: 1× 5×                  | Spielbericht | Strafen: 1× 2×              | Bemax Arena, Podgorica Zuschauer: 35 Schiedsrichter: Ron Peretz, Niv Schwartz |

| 9. Juli 2025 19:30 Uhr | Ungarn                       | 36:21        | Nordmazedonien                                  | Bemax Arena, Podgorica Zuschauer: 50 Schiedsrichter: Lucas Hellbusch, Darnel Jansen |
| 9. Juli 2025 19:30 Uhr | meiste Tore: Virág Fazekas 8 | (15:11)      | meiste Tore: Iva Velkova, Isidora Kotevska je 4 | Bemax Arena, Podgorica Zuschauer: 50 Schiedsrichter: Lucas Hellbusch, Darnel Jansen |
| 9. Juli 2025 19:30 Uhr | Strafen: 4×                  | Spielbericht | Strafen: 4×                                     | Bemax Arena, Podgorica Zuschauer: 50 Schiedsrichter: Lucas Hellbusch, Darnel Jansen |

| 10. Juli 2025 14:30 Uhr | Nordmazedonien                    | 18:28        | Polen                           | Bemax Arena, Podgorica Zuschauer: 50 Schiedsrichter: Bruna Corrêa, Renata Corrêa |
| 10. Juli 2025 14:30 Uhr | meiste Tore: Anastasija Trpeska 4 | (8:11)       | meiste Tore: Zuzanna Zimnicka 6 | Bemax Arena, Podgorica Zuschauer: 50 Schiedsrichter: Bruna Corrêa, Renata Corrêa |
| 10. Juli 2025 14:30 Uhr | Strafen: 1× 6×                    | Spielbericht | Strafen: 1× 3×                  | Bemax Arena, Podgorica Zuschauer: 50 Schiedsrichter: Bruna Corrêa, Renata Corrêa |

| 10. Juli 2025 19:30 Uhr | Ungarn                       | 24:28        | Tschechien                                           | Bemax Arena, Podgorica Zuschauer: 70 Schiedsrichter: Mattias Fält, Mikael Holm |
| 10. Juli 2025 19:30 Uhr | meiste Tore: Virág Fazekas 7 | (17:15)      | meiste Tore: Viktorie Pejšová, Tereza Filípková je 7 | Bemax Arena, Podgorica Zuschauer: 70 Schiedsrichter: Mattias Fält, Mikael Holm |
| 10. Juli 2025 19:30 Uhr | Strafen: 1×                  | Spielbericht | Strafen: 2×                                          | Bemax Arena, Podgorica Zuschauer: 70 Schiedsrichter: Mattias Fält, Mikael Holm |

| 12. Juli 2025 14:30 Uhr | Tschechien                        | 41:24        | Nordmazedonien                  | SC Morača, Podgorica Zuschauer: 80 Schiedsrichter: Mathilde Cournil, Loriane Lamour |
| 12. Juli 2025 14:30 Uhr | meiste Tore: Michaela Krapková 10 | (18:10)      | meiste Tore: Leona Milenkoska 5 | SC Morača, Podgorica Zuschauer: 80 Schiedsrichter: Mathilde Cournil, Loriane Lamour |
| 12. Juli 2025 14:30 Uhr | Strafen: 2×                       | Spielbericht | Strafen: 9× 1×                  | SC Morača, Podgorica Zuschauer: 80 Schiedsrichter: Mathilde Cournil, Loriane Lamour |

| 12. Juli 2025 19:30 Uhr | Polen                           | 24:25        | Ungarn                       | SC Morača, Podgorica Zuschauer: 60 Schiedsrichter: Danijela Sando Kovačević, Dragana Jakovljević |
| 12. Juli 2025 19:30 Uhr | meiste Tore: Zuzanna Zimnicka 9 | (12:13)      | meiste Tore: Virág Fazekas 7 | SC Morača, Podgorica Zuschauer: 60 Schiedsrichter: Danijela Sando Kovačević, Dragana Jakovljević |
| 12. Juli 2025 19:30 Uhr | Strafen: 1× 4×                  | Spielbericht | Strafen: 5×                  | SC Morača, Podgorica Zuschauer: 60 Schiedsrichter: Danijela Sando Kovačević, Dragana Jakovljević |

### Gruppe B
| Pl. | Land       | Sp. | S | U | N | Tore     | Diff. | Punkte |
| --- | ---------- | --- | - | - | - | -------- | ----- | ------ |
| 1.  | Dänemark   | 3   | 3 | 0 | 0 | 099:770  | +22   | 06:00  |
| 2.  | Montenegro | 3   | 2 | 0 | 1 | 098:900  | +8    | 04:20  |
| 3.  | Island     | 3   | 1 | 0 | 2 | 087:940  | −7    | 02:40  |
| 4.  | Litauen    | 3   | 0 | 0 | 3 | 084:1070 | −23   | 00:60  |

| 9. Juli 2025 12:00 Uhr | Dänemark                                | 31:25        | Island                                     | Bemax Arena, Podgorica Zuschauer: 100 Schiedsrichter: Danijela Sando Kovačević, Dragana Jakovljević |
| 9. Juli 2025 12:00 Uhr | meiste Tore: Anne Dolberg Plougstrup 10 | (15:10)      | meiste Tore: Bergrós Ásta Guðmundsdóttir 5 | Bemax Arena, Podgorica Zuschauer: 100 Schiedsrichter: Danijela Sando Kovačević, Dragana Jakovljević |
| 9. Juli 2025 12:00 Uhr | Strafen: 7× 1×                          | Spielbericht | Strafen: 6×                                | Bemax Arena, Podgorica Zuschauer: 100 Schiedsrichter: Danijela Sando Kovačević, Dragana Jakovljević |

| 9. Juli 2025 17:00 Uhr | Montenegro                    | 36:31        | Litauen                              | Bemax Arena, Podgorica Zuschauer: 302 Schiedsrichter: Mattias Fält, Mikael Holm |
| 9. Juli 2025 17:00 Uhr | meiste Tore: Natalija Lekić 9 | (16:13)      | meiste Tore: Gabija Pilikauskaitė 10 | Bemax Arena, Podgorica Zuschauer: 302 Schiedsrichter: Mattias Fält, Mikael Holm |
| 9. Juli 2025 17:00 Uhr | Strafen: 3×                   | Spielbericht | Strafen: 4×                          | Bemax Arena, Podgorica Zuschauer: 302 Schiedsrichter: Mattias Fält, Mikael Holm |

| 10. Juli 2025 12:00 Uhr | Island                                                               | 31:27        | Litauen                              | Bemax Arena, Podgorica Zuschauer: 80 Schiedsrichter: Mathilde Cournil, Loriane Lamour |
| 10. Juli 2025 12:00 Uhr | meiste Tore: Ásthildur Þórhallsdóttir, Dagmar Guðrún Pálsdóttir je 6 | (14:11)      | meiste Tore: Gabija Pilikauskaitė 12 | Bemax Arena, Podgorica Zuschauer: 80 Schiedsrichter: Mathilde Cournil, Loriane Lamour |
| 10. Juli 2025 12:00 Uhr | Strafen: 1× 6×                                                       | Spielbericht | Strafen: 1× 4× 1×                    | Bemax Arena, Podgorica Zuschauer: 80 Schiedsrichter: Mathilde Cournil, Loriane Lamour |

| 10. Juli 2025 17:00 Uhr | Dänemark                                  | 28:26        | Montenegro                    | Bemax Arena, Podgorica Zuschauer: 320 Schiedsrichter: Georgiana Murariu, Mihaela Paraschiv |
| 10. Juli 2025 17:00 Uhr | meiste Tore: Cecilie Frydendahl Nørskov 7 | (13:12)      | meiste Tore: Natalija Lekić 7 | Bemax Arena, Podgorica Zuschauer: 320 Schiedsrichter: Georgiana Murariu, Mihaela Paraschiv |
| 10. Juli 2025 17:00 Uhr | Strafen: 1× 5×                            | Spielbericht | Strafen: 1× 3× 1×             | Bemax Arena, Podgorica Zuschauer: 320 Schiedsrichter: Georgiana Murariu, Mihaela Paraschiv |

| 12. Juli 2025 12:00 Uhr | Litauen                              | 26:40        | Dänemark                                                                                       | SC Morača, Podgorica Zuschauer: 55 Schiedsrichter: Ognjen Danilović, Sebastijan Karan |
| 12. Juli 2025 12:00 Uhr | meiste Tore: Gabija Pilikauskaitė 10 | (11:19)      | meiste Tore: Anne Dolberg Plougstrup, Anna Mathilde Nordvig Hansen, Ditte Alnor Michelsen je 5 | SC Morača, Podgorica Zuschauer: 55 Schiedsrichter: Ognjen Danilović, Sebastijan Karan |
| 12. Juli 2025 12:00 Uhr | Strafen: 1×                          | Spielbericht | Strafen: 4×                                                                                    | SC Morača, Podgorica Zuschauer: 55 Schiedsrichter: Ognjen Danilović, Sebastijan Karan |

| 12. Juli 2025 17:00 Uhr | Montenegro                     | 36:31        | Island                                   | SC Morača, Podgorica Zuschauer: 250 Schiedsrichter: Aritz Zaragueta Ruiz, Raúl Oyarzun Aylaga |
| 12. Juli 2025 17:00 Uhr | meiste Tore: Elena Mitrović 10 | (19:16)      | meiste Tore: Arna Karítas Eiríksdóttir 7 | SC Morača, Podgorica Zuschauer: 250 Schiedsrichter: Aritz Zaragueta Ruiz, Raúl Oyarzun Aylaga |
| 12. Juli 2025 17:00 Uhr | Strafen: 4×                    | Spielbericht | Strafen: 3×                              | SC Morača, Podgorica Zuschauer: 250 Schiedsrichter: Aritz Zaragueta Ruiz, Raúl Oyarzun Aylaga |

### Gruppe C
| Pl. | Land     | Sp. | S | U | N | Tore     | Diff. | Punkte |
| --- | -------- | --- | - | - | - | -------- | ----- | ------ |
| 1.  | Serbien  | 3   | 3 | 0 | 0 | 087:750  | +12   | 06:00  |
| 2.  | Schweden | 3   | 2 | 0 | 1 | 0102:700 | +32   | 04:20  |
| 3.  | Schweiz  | 3   | 1 | 0 | 2 | 071:780  | −7    | 02:40  |
| 4.  | Finnland | 3   | 0 | 0 | 3 | 060:970  | −37   | 00:60  |

| 9. Juli 2025 14:30 Uhr | Schweden                         | 42:16        | Finnland                         | SC Morača, Podgorica Zuschauer: 77 Schiedsrichter: Mathilde Cournil, Loriane Lamour |
| 9. Juli 2025 14:30 Uhr | meiste Tore: 5 Spielerinnen je 5 | (20:5)       | meiste Tore: 5 Spielerinnen je 2 | SC Morača, Podgorica Zuschauer: 77 Schiedsrichter: Mathilde Cournil, Loriane Lamour |
| 9. Juli 2025 14:30 Uhr | Strafen: 4×                      | Spielbericht | Strafen: 1×                      | SC Morača, Podgorica Zuschauer: 77 Schiedsrichter: Mathilde Cournil, Loriane Lamour |

| 9. Juli 2025 19:30 Uhr | Serbien                        | 27:22        | Schweiz                    | SC Morača, Podgorica Zuschauer: 100 Schiedsrichter: Jakub Uhlíř, Vojtěch Beňuš |
| 9. Juli 2025 19:30 Uhr | meiste Tore: Milica Otašević 8 | (12:9)       | meiste Tore: Era Baumann 5 | SC Morača, Podgorica Zuschauer: 100 Schiedsrichter: Jakub Uhlíř, Vojtěch Beňuš |
| 9. Juli 2025 19:30 Uhr | Strafen: 4×                    | Spielbericht | Strafen: 3×                | SC Morača, Podgorica Zuschauer: 100 Schiedsrichter: Jakub Uhlíř, Vojtěch Beňuš |

| 10. Juli 2025 14:30 Uhr | Schweiz                    | 29:20        | Finnland                            | SC Morača, Podgorica Zuschauer: 90 Schiedsrichter: Rita Dáné, Zsófia Marton |
| 10. Juli 2025 14:30 Uhr | meiste Tore: Joline Erni 7 | (12:11)      | meiste Tore: Corinne von Knorring 6 | SC Morača, Podgorica Zuschauer: 90 Schiedsrichter: Rita Dáné, Zsófia Marton |
| 10. Juli 2025 14:30 Uhr | Strafen: 3×                | Spielbericht | Strafen: 5×                         | SC Morača, Podgorica Zuschauer: 90 Schiedsrichter: Rita Dáné, Zsófia Marton |

| 10. Juli 2025 19:30 Uhr | Serbien                         | 34:29        | Schweden                                        | SC Morača, Podgorica Zuschauer: 130 Schiedsrichter: Boris Cipov, Zoran Klus |
| 10. Juli 2025 19:30 Uhr | meiste Tore: Mia Nedeljković 10 |              | meiste Tore: Meja Norrgård, Hanna Lundvall je 5 | SC Morača, Podgorica Zuschauer: 130 Schiedsrichter: Boris Cipov, Zoran Klus |
| 10. Juli 2025 19:30 Uhr | Strafen: 2×                     | Spielbericht | Strafen: 3×                                     | SC Morača, Podgorica Zuschauer: 130 Schiedsrichter: Boris Cipov, Zoran Klus |

| 12. Juli 2025 12:00 Uhr | Finnland                                               | 24:26        | Serbien                        | Verde Complex, Podgorica Zuschauer: 110 Schiedsrichter: Bruna Corrêa, Renata Corrêa |
| 12. Juli 2025 12:00 Uhr | meiste Tore: Ella Saukkonen, Corinne von Knorring je 4 | (14:15)      | meiste Tore: Mia Nedeljković 5 | Verde Complex, Podgorica Zuschauer: 110 Schiedsrichter: Bruna Corrêa, Renata Corrêa |
| 12. Juli 2025 12:00 Uhr | Strafen: 1×                                            | Spielbericht | Strafen: 2×                    | Verde Complex, Podgorica Zuschauer: 110 Schiedsrichter: Bruna Corrêa, Renata Corrêa |

| 12. Juli 2025 17:00 Uhr | Schweden                       | 31:20        | Schweiz                                                | Verde Complex, Podgorica Zuschauer: 103 Schiedsrichter: Bogdan Kaluđerović, Ivan Vujačić |
| 12. Juli 2025 17:00 Uhr | meiste Tore: Caroline Kallio 7 | (15:10)      | meiste Tore: Nina Wyss, Helen Schmid, Joline Erni je 4 | Verde Complex, Podgorica Zuschauer: 103 Schiedsrichter: Bogdan Kaluđerović, Ivan Vujačić |
| 12. Juli 2025 17:00 Uhr | Strafen: 1× 5×                 | Spielbericht | Strafen: 2× 4×                                         | Verde Complex, Podgorica Zuschauer: 103 Schiedsrichter: Bogdan Kaluđerović, Ivan Vujačić |

### Gruppe D
| Pl. | Land        | Sp. | S | U | N | Tore    | Diff. | Punkte |
| --- | ----------- | --- | - | - | - | ------- | ----- | ------ |
| 1.  | Deutschland | 3   | 2 | 1 | 0 | 097:820 | +15   | 05:10  |
| 2.  | Spanien     | 3   | 2 | 1 | 0 | 081:720 | +9    | 05:10  |
| 3.  | Rumänien    | 3   | 1 | 0 | 2 | 089:890 | ±0    | 02:40  |
| 4.  | Färöer      | 3   | 0 | 0 | 3 | 063:870 | −24   | 00:60  |

| 9. Juli 2025 12:00 Uhr | Rumänien                                | 31:25        | Färöer                                    | SC Morača, Podgorica Zuschauer: 80 Schiedsrichter: Barbora Bočáková, Lucia Jánošíková |
| 9. Juli 2025 12:00 Uhr | meiste Tore: Enryka Valentina Bodijar 6 | (14:13)      | meiste Tore: Silja Geirsdóttir Eystberg 8 | SC Morača, Podgorica Zuschauer: 80 Schiedsrichter: Barbora Bočáková, Lucia Jánošíková |
| 9. Juli 2025 12:00 Uhr | Strafen: 5×                             | Spielbericht | Strafen: 3×                               | SC Morača, Podgorica Zuschauer: 80 Schiedsrichter: Barbora Bočáková, Lucia Jánošíková |

| 9. Juli 2025 17:00 Uhr | Deutschland                                | 29:29        | Spanien                              | SC Morača, Podgorica Zuschauer: 100 Schiedsrichter: Boris Cipov, Zoran Klus |
| 9. Juli 2025 17:00 Uhr | meiste Tore: Chiara Rohr, Lara Däuble je 6 | (16:13)      | meiste Tore: Belén Rodríguez Lario 7 | SC Morača, Podgorica Zuschauer: 100 Schiedsrichter: Boris Cipov, Zoran Klus |
| 9. Juli 2025 17:00 Uhr | Strafen: 4×                                | Spielbericht | Strafen: 4× 2×                       | SC Morača, Podgorica Zuschauer: 100 Schiedsrichter: Boris Cipov, Zoran Klus |

| 10. Juli 2025 12:00 Uhr | Spanien                                 | 23:16        | Färöer                         | SC Morača, Podgorica Zuschauer: 67 Schiedsrichter: Ognjen Danilović, Sebastijan Karan |
| 10. Juli 2025 12:00 Uhr | meiste Tore: Sara Palanques Martorell 4 | (8:6)        | meiste Tore: Ró Reginsdóttir 4 | SC Morača, Podgorica Zuschauer: 67 Schiedsrichter: Ognjen Danilović, Sebastijan Karan |
| 10. Juli 2025 12:00 Uhr | Strafen: 5×                             | Spielbericht | Strafen: 1× 6×                 | SC Morača, Podgorica Zuschauer: 67 Schiedsrichter: Ognjen Danilović, Sebastijan Karan |

| 10. Juli 2025 17:00 Uhr | Deutschland                | 35:31        | Rumänien                       | SC Morača, Podgorica Zuschauer: 123 Schiedsrichter: Ron Peretz, Niv Schwartz |
| 10. Juli 2025 17:00 Uhr | meiste Tore: Chiara Rohr 9 | (14:16)      | meiste Tore: Anamaria Șerban 7 | SC Morača, Podgorica Zuschauer: 123 Schiedsrichter: Ron Peretz, Niv Schwartz |
| 10. Juli 2025 17:00 Uhr | Strafen: 4×                | Spielbericht | Strafen: 2× 4×                 | SC Morača, Podgorica Zuschauer: 123 Schiedsrichter: Ron Peretz, Niv Schwartz |

| 12. Juli 2025 14:30 Uhr | Färöer                         | 22:33        | Deutschland                | Verde Complex, Podgorica Zuschauer: 100 Schiedsrichter: Rita Dáné, Zsófia Marton |
| 12. Juli 2025 14:30 Uhr | meiste Tore: Joan Johannesen 8 | (8:12)       | meiste Tore: Chiara Rohr 5 | Verde Complex, Podgorica Zuschauer: 100 Schiedsrichter: Rita Dáné, Zsófia Marton |
| 12. Juli 2025 14:30 Uhr | Strafen: 2× 1×                 | Spielbericht | Strafen: 3×                | Verde Complex, Podgorica Zuschauer: 100 Schiedsrichter: Rita Dáné, Zsófia Marton |

| 12. Juli 2025 19:30 Uhr | Rumänien                              | 27:29        | Spanien                              | Verde Complex, Podgorica Zuschauer: 150 Schiedsrichter: Jakub Uhlíř, Vojtěch Beňuš |
| 12. Juli 2025 19:30 Uhr | meiste Tore: Teodora Lavinia Damian 9 | (12:17)      | meiste Tore: Belén Rodríguez Lario 9 | Verde Complex, Podgorica Zuschauer: 150 Schiedsrichter: Jakub Uhlíř, Vojtěch Beňuš |
| 12. Juli 2025 19:30 Uhr | Strafen: 1× 4× 2×                     | Spielbericht | Strafen: 1× 3× 1×                    | Verde Complex, Podgorica Zuschauer: 150 Schiedsrichter: Jakub Uhlíř, Vojtěch Beňuš |

### Gruppe E
| Pl. | Land       | Sp. | S | U | N | Tore    | Diff. | Punkte |
| --- | ---------- | --- | - | - | - | ------- | ----- | ------ |
| 1.  | Frankreich | 3   | 3 | 0 | 0 | 091:640 | +27   | 06:00  |
| 2.  | Norwegen   | 3   | 2 | 0 | 1 | 076:720 | +4    | 04:20  |
| 3.  | Slowenien  | 3   | 1 | 0 | 2 | 069:880 | −19   | 02:40  |
| 4.  | Portugal   | 3   | 0 | 0 | 3 | 067:790 | −12   | 00:60  |

| 9. Juli 2025 14:30 Uhr | Norwegen                           | 29:24        | Slowenien                      | Verde Complex, Podgorica Zuschauer: 100 Schiedsrichter: Rita Dáné, Zsófia Marton |
| 9. Juli 2025 14:30 Uhr | meiste Tore: Vilde Janbu Fresvik 7 | (13:13)      | meiste Tore: Tinkara Rakovec 9 | Verde Complex, Podgorica Zuschauer: 100 Schiedsrichter: Rita Dáné, Zsófia Marton |
| 9. Juli 2025 14:30 Uhr | Strafen: 3×                        | Spielbericht | Strafen: 3×                    | Verde Complex, Podgorica Zuschauer: 100 Schiedsrichter: Rita Dáné, Zsófia Marton |

| 9. Juli 2025 19:30 Uhr | Frankreich                     | 31:21        | Portugal                                          | Verde Complex, Podgorica Zuschauer: 90 Schiedsrichter: Bogdan Kaluđerović, Ivan Vujačić |
| 9. Juli 2025 19:30 Uhr | meiste Tore: Mathilde Amelot 6 | (18:10)      | meiste Tore: Luísa Freitas, Clémentine Silva je 6 | Verde Complex, Podgorica Zuschauer: 90 Schiedsrichter: Bogdan Kaluđerović, Ivan Vujačić |
| 9. Juli 2025 19:30 Uhr |                                | Spielbericht | Strafen: 5×                                       | Verde Complex, Podgorica Zuschauer: 90 Schiedsrichter: Bogdan Kaluđerović, Ivan Vujačić |

| 10. Juli 2025 14:30 Uhr | Portugal                        | 23:25        | Slowenien                       | Verde Complex, Podgorica Zuschauer: 90 Schiedsrichter: Lucas Hellbusch, Darnel Jansen |
| 10. Juli 2025 14:30 Uhr | meiste Tore: Clémentine Silva 9 | (9:11)       | meiste Tore: Natalija Grandić 7 | Verde Complex, Podgorica Zuschauer: 90 Schiedsrichter: Lucas Hellbusch, Darnel Jansen |
| 10. Juli 2025 14:30 Uhr | Strafen: 7× 1×                  | Spielbericht | Strafen: 4×                     | Verde Complex, Podgorica Zuschauer: 90 Schiedsrichter: Lucas Hellbusch, Darnel Jansen |

| 10. Juli 2025 19:30 Uhr | Frankreich                                                      | 25:23        | Norwegen                           | Verde Complex, Podgorica Zuschauer: 80 Schiedsrichter: Jakub Uhlíř, Vojtěch Beňu |
| 10. Juli 2025 19:30 Uhr | meiste Tore: Zeina Injai, Eléa Ferdilus, Mélissa Chantelly je 4 | (15:10)      | meiste Tore: Vilde Janbu Fresvik 7 | Verde Complex, Podgorica Zuschauer: 80 Schiedsrichter: Jakub Uhlíř, Vojtěch Beňu |
| 10. Juli 2025 19:30 Uhr | Strafen: 1× 4×                                                  | Spielbericht | Strafen: 2×                        | Verde Complex, Podgorica Zuschauer: 80 Schiedsrichter: Jakub Uhlíř, Vojtěch Beňu |

| 12. Juli 2025 12:00 Uhr | Slowenien                      | 20:36        | Frankreich                       | Bemax Arena, Podgorica Zuschauer: 90 Schiedsrichter: Mattias Fält, Mikael Holm |
| 12. Juli 2025 12:00 Uhr | meiste Tore: Tinkara Rakovec 5 | (10:18)      | meiste Tore: 5 Spielerinnen je 4 | Bemax Arena, Podgorica Zuschauer: 90 Schiedsrichter: Mattias Fält, Mikael Holm |
| 12. Juli 2025 12:00 Uhr | Strafen: 1×                    | Spielbericht | Strafen: 2×                      | Bemax Arena, Podgorica Zuschauer: 90 Schiedsrichter: Mattias Fält, Mikael Holm |

| 12. Juli 2025 17:00 Uhr | Norwegen                              | 24:23        | Portugal                     | Bemax Arena, Podgorica Zuschauer: 100 Schiedsrichter: Boris Cipov, Zoran Klus |
| 12. Juli 2025 17:00 Uhr | meiste Tore: Sofie Nilssen Ekerhovd 5 |              | meiste Tore: Luísa Freitas 8 | Bemax Arena, Podgorica Zuschauer: 100 Schiedsrichter: Boris Cipov, Zoran Klus |
| 12. Juli 2025 17:00 Uhr | Strafen: 1× 2×                        | Spielbericht | Strafen: 1× 2×               | Bemax Arena, Podgorica Zuschauer: 100 Schiedsrichter: Boris Cipov, Zoran Klus |

### Gruppe F
| Pl. | Land        | Sp. | S | U | N | Tore    | Diff. | Punkte |
| --- | ----------- | --- | - | - | - | ------- | ----- | ------ |
| 1.  | Kroatien    | 3   | 3 | 0 | 0 | 082:630 | +19   | 06:00  |
| 2.  | Österreich  | 3   | 2 | 0 | 1 | 083:770 | +6    | 04:20  |
| 3.  | Türkei      | 3   | 1 | 0 | 2 | 074:890 | −15   | 02:40  |
| 4.  | Niederlande | 3   | 0 | 0 | 3 | 070:800 | −10   | 00:60  |

| 9. Juli 2025 12:00 Uhr | Niederlande                 | 25:29        | Türkei                      | Verde Complex, Podgorica Zuschauer: 50 Schiedsrichter: Georgiana Murariu, Mihaela Paraschiv |
| 9. Juli 2025 12:00 Uhr | meiste Tore: Maud Horvers 7 | (13:12)      | meiste Tore: Buket Seven 15 | Verde Complex, Podgorica Zuschauer: 50 Schiedsrichter: Georgiana Murariu, Mihaela Paraschiv |
| 9. Juli 2025 12:00 Uhr | Strafen: 1× 2×              | Spielbericht | Strafen: 4×                 | Verde Complex, Podgorica Zuschauer: 50 Schiedsrichter: Georgiana Murariu, Mihaela Paraschiv |

| 9. Juli 2025 17:00 Uhr | Kroatien                                     | 29:21        | Österreich                   | Verde Complex, Podgorica Zuschauer: 80 Schiedsrichter: Bruna Corrêa, Renata Corrêa |
| 9. Juli 2025 17:00 Uhr | meiste Tore: Lucija Renić, Josipa Zubac je 6 | (14:8)       | meiste Tore: Lorena Baljak 6 | Verde Complex, Podgorica Zuschauer: 80 Schiedsrichter: Bruna Corrêa, Renata Corrêa |
| 9. Juli 2025 17:00 Uhr | Strafen: 3×                                  | Spielbericht | Strafen: 2×                  | Verde Complex, Podgorica Zuschauer: 80 Schiedsrichter: Bruna Corrêa, Renata Corrêa |

| 10. Juli 2025 12:00 Uhr | Österreich                     | 34:24        | Türkei                     | Verde Complex, Podgorica Zuschauer: 100 Schiedsrichter: Danijela Sando Kovačević, Dragana Jakovljević |
| 10. Juli 2025 12:00 Uhr | meiste Tore: Andrea Barnjak 10 | (16:12)      | meiste Tore: Buket Seven 8 | Verde Complex, Podgorica Zuschauer: 100 Schiedsrichter: Danijela Sando Kovačević, Dragana Jakovljević |
| 10. Juli 2025 12:00 Uhr | Strafen: 1× 2×                 | Spielbericht | Strafen: 5×                | Verde Complex, Podgorica Zuschauer: 100 Schiedsrichter: Danijela Sando Kovačević, Dragana Jakovljević |

| 10. Juli 2025 17:00 Uhr | Kroatien                     | 23:21        | Niederlande                 | Verde Complex, Podgorica Zuschauer: 125 Schiedsrichter: Aritz Zaragueta Ruiz, Raúl Oyarzun Aylagas |
| 10. Juli 2025 17:00 Uhr | meiste Tore: Katja Vuković 8 | (12:11)      | meiste Tore: Maud Horvers 9 | Verde Complex, Podgorica Zuschauer: 125 Schiedsrichter: Aritz Zaragueta Ruiz, Raúl Oyarzun Aylagas |
| 10. Juli 2025 17:00 Uhr | Strafen: 3×                  | Spielbericht | Strafen: 7×                 | Verde Complex, Podgorica Zuschauer: 125 Schiedsrichter: Aritz Zaragueta Ruiz, Raúl Oyarzun Aylagas |

| 12. Juli 2025 14:30 Uhr | Türkei                            | 21:30        | Kroatien                    | Bemax Arena, Podgorica Zuschauer: 80 Schiedsrichter: Barbora Bočáková, Lucia Jánošíková |
| 12. Juli 2025 14:30 Uhr | meiste Tore: Helin Su Karagözlü 7 | (10:16)      | meiste Tore: Lucija Renić 7 | Bemax Arena, Podgorica Zuschauer: 80 Schiedsrichter: Barbora Bočáková, Lucia Jánošíková |
| 12. Juli 2025 14:30 Uhr | Strafen: 1×                       | Spielbericht | Strafen: 3×                 | Bemax Arena, Podgorica Zuschauer: 80 Schiedsrichter: Barbora Bočáková, Lucia Jánošíková |

| 12. Juli 2025 19:30 Uhr | Niederlande                      | 24:28        | Österreich                                                               | Bemax Arena, Podgorica Zuschauer: 80 Schiedsrichter: Ron Peretz, Niv Schwartz |
| 12. Juli 2025 19:30 Uhr | meiste Tore: Frencis Portengen 4 | (9:14)       | meiste Tore: Lorena Baljak, Martina Maticevic, Aurelie Timi Egbaimo je 5 | Bemax Arena, Podgorica Zuschauer: 80 Schiedsrichter: Ron Peretz, Niv Schwartz |
| 12. Juli 2025 19:30 Uhr | Strafen: 1× 8×                   | Spielbericht | Strafen: 4×                                                              | Bemax Arena, Podgorica Zuschauer: 80 Schiedsrichter: Ron Peretz, Niv Schwartz |

## Hauptrunde
In dieser Runde nahmen die erst- und zweitplatzierten Teams aus der Vorrunde teil. Die Ergebnisse gegen Vorrundengegner wurden mit in die Hauptrunde genommen.

### Gruppe G
| Pl. | Land       | Sp. | S | U | N | Tore    | Diff. | Punkte |
| --- | ---------- | --- | - | - | - | ------- | ----- | ------ |
| 1.  | Dänemark   | 3   | 3 | 0 | 0 | 079:690 | +10   | 06:00  |
| 2.  | Montenegro | 3   | 1 | 0 | 2 | 084:810 | +3    | 02:40  |
| 3.  | Ungarn     | 3   | 1 | 0 | 2 | 071:750 | −4    | 02:40  |
| 4.  | Tschechien | 3   | 1 | 0 | 2 | 077:860 | −9    | 02:40  |

Bei Punktgleichheit entschied der direkte Vergleich.
| 14. Juli 2025 17:00 Uhr | Tschechien                       | 20:26        | Dänemark                                  | Verde Complex, Podgorica Zuschauer: 85 Schiedsrichter: Boris Cipov, Zoran Klus |
| 14. Juli 2025 17:00 Uhr | meiste Tore: Viktorie Knedlová 5 | (10:15)      | meiste Tore: Cecilie Frydendahl Nørskov 7 | Verde Complex, Podgorica Zuschauer: 85 Schiedsrichter: Boris Cipov, Zoran Klus |
| 14. Juli 2025 17:00 Uhr | Strafen: 1× 3×                   | Spielbericht | Strafen: 1× 5×                            | Verde Complex, Podgorica Zuschauer: 85 Schiedsrichter: Boris Cipov, Zoran Klus |

| 14. Juli 2025 19:30 Uhr | Ungarn                       | 24:22        | Montenegro                    | Verde Complex, Podgorica Zuschauer: 220 Schiedsrichter: Bruna Corrêa, Renata Corrêa |
| 14. Juli 2025 19:30 Uhr | meiste Tore: Virág Fazekas 6 | (12:13)      | meiste Tore: Elena Mitrović 8 | Verde Complex, Podgorica Zuschauer: 220 Schiedsrichter: Bruna Corrêa, Renata Corrêa |
| 14. Juli 2025 19:30 Uhr | Strafen: 2× 7×               | Spielbericht | Strafen: 1× 4×                | Verde Complex, Podgorica Zuschauer: 220 Schiedsrichter: Bruna Corrêa, Renata Corrêa |

| 15. Juli 2025 17:00 Uhr | Montenegro                 | 36:29        | Tschechien                      | Verde Complex, Podgorica Zuschauer: 80 Schiedsrichter: Ron Peretz, Niv Schwartz |
| 15. Juli 2025 17:00 Uhr | meiste Tore: Maja Ceklić 8 | (21:14)      | meiste Tore: Tereza Pazderová 7 | Verde Complex, Podgorica Zuschauer: 80 Schiedsrichter: Ron Peretz, Niv Schwartz |
| 15. Juli 2025 17:00 Uhr | Strafen: 1× 6× 1×          | Spielbericht | Strafen: 7× 2×                  | Verde Complex, Podgorica Zuschauer: 80 Schiedsrichter: Ron Peretz, Niv Schwartz |

| 15. Juli 2025 19:30 Uhr | Dänemark                                                                | 25:23        | Ungarn                     | Verde Complex, Podgorica Zuschauer: 250 Schiedsrichter: Ognjen Danilović, Sebastijan Karan |
| 15. Juli 2025 19:30 Uhr | meiste Tore: Anne Dolberg Plougstrup, Anna Mathilde Nordvig Hansen je 4 | (11:12)      | meiste Tore: Noémi Kacsó 7 | Verde Complex, Podgorica Zuschauer: 250 Schiedsrichter: Ognjen Danilović, Sebastijan Karan |
| 15. Juli 2025 19:30 Uhr | Strafen: 4×                                                             | Spielbericht | Strafen: 4×                | Verde Complex, Podgorica Zuschauer: 250 Schiedsrichter: Ognjen Danilović, Sebastijan Karan |

### Gruppe H
| Pl. | Land        | Sp. | S | U | N | Tore     | Diff. | Punkte |
| --- | ----------- | --- | - | - | - | -------- | ----- | ------ |
| 1.  | Deutschland | 3   | 2 | 1 | 0 | 0104:790 | +25   | 05:10  |
| 2.  | Spanien     | 3   | 1 | 1 | 1 | 082:820  | ±0    | 03:30  |
| 3.  | Serbien     | 3   | 1 | 0 | 2 | 084:960  | −12   | 02:40  |
| 4.  | Schweden    | 3   | 1 | 0 | 2 | 082:950  | −13   | 02:40  |

Bei Punktgleichheit entschied der direkte Vergleich.
| 14. Juli 2025 17:00 Uhr | Serbien                     | 24:40        | Deutschland                | Bemax Arena, Podgorica Zuschauer: 150 Schiedsrichter: Mathilde Cournil, Loriane Lamour |
| 14. Juli 2025 17:00 Uhr | meiste Tore: Sara Radović 4 | (16:18)      | meiste Tore: Chiara Rohr 9 | Bemax Arena, Podgorica Zuschauer: 150 Schiedsrichter: Mathilde Cournil, Loriane Lamour |
| 14. Juli 2025 17:00 Uhr | Strafen: 1×                 | Spielbericht | Strafen: 4×                | Bemax Arena, Podgorica Zuschauer: 150 Schiedsrichter: Mathilde Cournil, Loriane Lamour |

| 14. Juli 2025 19:30 Uhr | Schweden                      | 27:26        | Spanien                                   | Bemax Arena, Podgorica Zuschauer: 300 Schiedsrichter: Rita Dáné, Zsófia Marton |
| 14. Juli 2025 19:30 Uhr | meiste Tore: Ebba Börjesson 5 | (17:13)      | meiste Tore: Estitxu Rodríguez Sarasola 7 | Bemax Arena, Podgorica Zuschauer: 300 Schiedsrichter: Rita Dáné, Zsófia Marton |
| 14. Juli 2025 19:30 Uhr | Strafen: 1× 6×                | Spielbericht | Strafen: 1× 3×                            | Bemax Arena, Podgorica Zuschauer: 300 Schiedsrichter: Rita Dáné, Zsófia Marton |

| 15. Juli 2025 17:00 Uhr | Spanien                               | 27:26        | Serbien                        | Bemax Arena, Podgorica Zuschauer: 100 Schiedsrichter: Boris Cipov, Zoran Klus |
| 15. Juli 2025 17:00 Uhr | meiste Tore: Belén Rodríguez Lario 10 | (17:15)      | meiste Tore: Mia Nedeljković 6 | Bemax Arena, Podgorica Zuschauer: 100 Schiedsrichter: Boris Cipov, Zoran Klus |
| 15. Juli 2025 17:00 Uhr | Strafen: 2×                           | Spielbericht | Strafen: 1× 4×                 | Bemax Arena, Podgorica Zuschauer: 100 Schiedsrichter: Boris Cipov, Zoran Klus |

| 15. Juli 2025 19:30 Uhr | Deutschland                        | 35:26        | Schweden                                                          | Bemax Arena, Podgorica Zuschauer: 206 Schiedsrichter: Georgiana Murariu, Mihaela Paraschiv |
| 15. Juli 2025 19:30 Uhr | meiste Tore: Laura Sophie Klocke 6 | (15:15)      | meiste Tore: Caroline Kallio, Ebba Börjesson, Hanna Lundvall je 4 | Bemax Arena, Podgorica Zuschauer: 206 Schiedsrichter: Georgiana Murariu, Mihaela Paraschiv |
| 15. Juli 2025 19:30 Uhr | Strafen: 1× 6×                     | Spielbericht | Strafen: 1× 4×                                                    | Bemax Arena, Podgorica Zuschauer: 206 Schiedsrichter: Georgiana Murariu, Mihaela Paraschiv |

### Gruppe I
| Pl. | Land       | Sp. | S | U | N | Tore    | Diff. | Punkte |
| --- | ---------- | --- | - | - | - | ------- | ----- | ------ |
| 1.  | Frankreich | 3   | 3 | 0 | 0 | 089:600 | +29   | 06:00  |
| 2.  | Kroatien   | 3   | 2 | 0 | 1 | 064:750 | −11   | 04:20  |
| 3.  | Österreich | 3   | 1 | 0 | 2 | 080:870 | −7    | 02:40  |
| 4.  | Norwegen   | 3   | 0 | 0 | 3 | 071:820 | −11   | 00:60  |

| 14. Juli 2025 17:00 Uhr | Frankreich                                  | 33:13        | Kroatien                     | SC Morača, Podgorica Zuschauer: 120 Schiedsrichter: Lucas Hellbusch, Darnel Jansen |
| 14. Juli 2025 17:00 Uhr | meiste Tore: Liyah Naal, Eléa Ferdilus je 5 | (15:5)       | meiste Tore: Katja Vuković 5 | SC Morača, Podgorica Zuschauer: 120 Schiedsrichter: Lucas Hellbusch, Darnel Jansen |
| 14. Juli 2025 17:00 Uhr | Strafen: 1×                                 | Spielbericht | Strafen: 1×                  | SC Morača, Podgorica Zuschauer: 120 Schiedsrichter: Lucas Hellbusch, Darnel Jansen |

| 14. Juli 2025 19:30 Uhr | Norwegen                               | 27:35        | Österreich                       | SC Morača, Podgorica Zuschauer: 140 Schiedsrichter: Aritz Zaragueta Ruiz, Raúl Oyarzun Aylaga |
| 14. Juli 2025 19:30 Uhr | meiste Tore: Milla Haugerstuen Breen 7 | (14:16)      | meiste Tore: Martina Maticevic 9 | SC Morača, Podgorica Zuschauer: 140 Schiedsrichter: Aritz Zaragueta Ruiz, Raúl Oyarzun Aylaga |
| 14. Juli 2025 19:30 Uhr |                                        | Spielbericht | Strafen: 2×                      | SC Morača, Podgorica Zuschauer: 140 Schiedsrichter: Aritz Zaragueta Ruiz, Raúl Oyarzun Aylaga |

| 15. Juli 2025 17:00 Uhr | Österreich                                      | 24:31        | Frankreich                   | SC Morača, Podgorica Zuschauer: 120 Schiedsrichter: Bogdan Kaluđerović, Ivan Vujačić |
| 15. Juli 2025 17:00 Uhr | meiste Tore: Lorena Baljak, Andrea Barnjak je 5 | (11:15)      | meiste Tore: Blandine Gros 7 | SC Morača, Podgorica Zuschauer: 120 Schiedsrichter: Bogdan Kaluđerović, Ivan Vujačić |
| 15. Juli 2025 17:00 Uhr | Strafen: 2×                                     | Spielbericht | Strafen: 1× 5×               | SC Morača, Podgorica Zuschauer: 120 Schiedsrichter: Bogdan Kaluđerović, Ivan Vujačić |

| 15. Juli 2025 19:30 Uhr | Kroatien                    | 22:21        | Norwegen                                                     | SC Morača, Podgorica Zuschauer: 140 Schiedsrichter: Jakub Uhlíř, Vojtěch Beňuš |
| 15. Juli 2025 19:30 Uhr | meiste Tore: Josipa Zubac 7 | (13:13)      | meiste Tore: Vilde Janbu Fresvik, Othilie Liodden Holte je 6 | SC Morača, Podgorica Zuschauer: 140 Schiedsrichter: Jakub Uhlíř, Vojtěch Beňuš |
| 15. Juli 2025 19:30 Uhr | Strafen: 1× 3×              | Spielbericht | Strafen: 1× 2×                                               | SC Morača, Podgorica Zuschauer: 140 Schiedsrichter: Jakub Uhlíř, Vojtěch Beňuš |

## Zwischenrunde
In dieser Runde nahmen die dritt- und viertplatzierten Teams aus der Vorrunde teil. Die Ergebnisse gegen Vorrundengegner wurden mit in die Zwischenrunde genommen.

### Gruppe J
| Pl. | Land           | Sp. | S | U | N | Tore     | Diff. | Punkte |
| --- | -------------- | --- | - | - | - | -------- | ----- | ------ |
| 1.  | Polen          | 3   | 3 | 0 | 0 | 078:570  | +21   | 06:00  |
| 2.  | Island         | 3   | 2 | 0 | 1 | 0100:790 | +21   | 04:20  |
| 3.  | Litauen        | 3   | 0 | 1 | 2 | 074:840  | −10   | 01:50  |
| 4.  | Nordmazedonien | 3   | 0 | 1 | 2 | 073:1050 | −32   | 01:50  |

| 14. Juli 2025 12:00 Uhr | Polen                           | 26:21        | Island                                 | Verde Complex, Podgorica Zuschauer: 80 Schiedsrichter: Ognjen Danilović, Sebastijan Karan |
| 14. Juli 2025 12:00 Uhr | meiste Tore: Zuzanna Zimnicka 9 | (15:8)       | meiste Tore: Ásrún Inga Arnarsdóttir 5 | Verde Complex, Podgorica Zuschauer: 80 Schiedsrichter: Ognjen Danilović, Sebastijan Karan |
| 14. Juli 2025 12:00 Uhr |                                 | Spielbericht | Strafen: 1× 3×                         | Verde Complex, Podgorica Zuschauer: 80 Schiedsrichter: Ognjen Danilović, Sebastijan Karan |

| 14. Juli 2025 14:30 Uhr | Nordmazedonien                  | 29:29        | Litauen                              | Verde Complex, Podgorica Zuschauer: 105 Schiedsrichter: Barbora Bočáková, Lucia Jánošíková |
| 14. Juli 2025 14:30 Uhr | meiste Tore: Isidora Kotevska 9 | (12:17)      | meiste Tore: Gabija Pilikauskaitė 11 | Verde Complex, Podgorica Zuschauer: 105 Schiedsrichter: Barbora Bočáková, Lucia Jánošíková |
| 14. Juli 2025 14:30 Uhr | Strafen: 1× 6×                  | Spielbericht | Strafen: 1× 3×                       | Verde Complex, Podgorica Zuschauer: 105 Schiedsrichter: Barbora Bočáková, Lucia Jánošíková |

| 15. Juli 2025 12:00 Uhr | Litauen                             | 18:24        | Polen                                                 | Verde Complex, Podgorica Zuschauer: 30 Schiedsrichter: Bruna Corrêa, Renata Corrêa |
| 15. Juli 2025 12:00 Uhr | meiste Tore: Gabija Pilikauskaitė 7 | (10:9)       | meiste Tore: Machnio Michalina, Zuzanna Zimnicka je 4 | Verde Complex, Podgorica Zuschauer: 30 Schiedsrichter: Bruna Corrêa, Renata Corrêa |
| 15. Juli 2025 12:00 Uhr | Strafen: 4×                         | Spielbericht | Strafen: 5×                                           | Verde Complex, Podgorica Zuschauer: 30 Schiedsrichter: Bruna Corrêa, Renata Corrêa |

| 15. Juli 2025 14:30 Uhr | Island                                   | 48:26        | Nordmazedonien                 | Verde Complex, Podgorica Zuschauer: 60 Schiedsrichter: Aritz Zaragueta Ruiz, Raúl Oyarzun Aylaga |
| 15. Juli 2025 14:30 Uhr | meiste Tore: Ásthildur Þórhallsdóttir 18 | (21:7)       | meiste Tore: Dona Todorovska 6 | Verde Complex, Podgorica Zuschauer: 60 Schiedsrichter: Aritz Zaragueta Ruiz, Raúl Oyarzun Aylaga |
| 15. Juli 2025 14:30 Uhr | Strafen: 1× 4× 1×                        | Spielbericht | Strafen: 1× 2×                 | Verde Complex, Podgorica Zuschauer: 60 Schiedsrichter: Aritz Zaragueta Ruiz, Raúl Oyarzun Aylaga |

### Gruppe K
| Pl. | Land     | Sp. | S | U | N | Tore     | Diff. | Punkte |
| --- | -------- | --- | - | - | - | -------- | ----- | ------ |
| 1.  | Rumänien | 3   | 3 | 0 | 0 | 0115:800 | +35   | 06:00  |
| 2.  | Schweiz  | 3   | 2 | 0 | 1 | 089:750  | +14   | 04:20  |
| 3.  | Färöer   | 3   | 1 | 0 | 2 | 071:860  | −15   | 02:40  |
| 4.  | Finnland | 3   | 0 | 0 | 3 | 070:1040 | −34   | 00:60  |

| 14. Juli 2025 12:00 Uhr | Schweiz                     | 30:41        | Rumänien                               | Bemax Arena, Podgorica Zuschauer: 77 Schiedsrichter: Danijela Sando Kovačević, Dragana Jakovljević |
| 14. Juli 2025 12:00 Uhr | meiste Tore: Joline Erni 11 | (14:21)      | meiste Tore: Teodora Lavinia Damian 13 | Bemax Arena, Podgorica Zuschauer: 77 Schiedsrichter: Danijela Sando Kovačević, Dragana Jakovljević |
| 14. Juli 2025 12:00 Uhr | Strafen: 1× 4× 1×           | Spielbericht | Strafen: 3×                            | Bemax Arena, Podgorica Zuschauer: 77 Schiedsrichter: Danijela Sando Kovačević, Dragana Jakovljević |

| 14. Juli 2025 14:30 Uhr | Finnland                            | 25:32        | Färöer                                     | Bemax Arena, Podgorica Zuschauer: 90 Schiedsrichter: Mattias Fält, Mikael Holm |
| 14. Juli 2025 14:30 Uhr | meiste Tore: Corinne von Knorring 5 | (12:15)      | meiste Tore: Silja Geirsdóttir Eystberg 13 | Bemax Arena, Podgorica Zuschauer: 90 Schiedsrichter: Mattias Fält, Mikael Holm |
| 14. Juli 2025 14:30 Uhr | Strafen: 5×                         | Spielbericht | Strafen: 6×                                | Bemax Arena, Podgorica Zuschauer: 90 Schiedsrichter: Mattias Fält, Mikael Holm |

| 15. Juli 2025 12:00 Uhr | Färöer                                                            | 14:30        | Schweiz                    | Bemax Arena, Podgorica Zuschauer: 150 Schiedsrichter: Mathilde Cournil, Loriane Lamour |
| 15. Juli 2025 12:00 Uhr | meiste Tore: Silja Geirsdóttir Eystberg, Mira Bendix Laursen je 3 | (6:16)       | meiste Tore: Joline Erni 6 | Bemax Arena, Podgorica Zuschauer: 150 Schiedsrichter: Mathilde Cournil, Loriane Lamour |
| 15. Juli 2025 12:00 Uhr | Strafen: 8×                                                       | Spielbericht | Strafen: 1×                | Bemax Arena, Podgorica Zuschauer: 150 Schiedsrichter: Mathilde Cournil, Loriane Lamour |

| 15. Juli 2025 14:30 Uhr | Rumänien                                 | 43:25        | Finnland                      | Bemax Arena, Podgorica Zuschauer: 120 Schiedsrichter: Rita Dáné, Zsófia Marton |
| 15. Juli 2025 14:30 Uhr | meiste Tore: Daria Florentina Mihăilă 10 | (27:14)      | meiste Tore: Ella Saukkonen 5 | Bemax Arena, Podgorica Zuschauer: 120 Schiedsrichter: Rita Dáné, Zsófia Marton |
| 15. Juli 2025 14:30 Uhr | Strafen: 4×                              | Spielbericht | Strafen: 2×                   | Bemax Arena, Podgorica Zuschauer: 120 Schiedsrichter: Rita Dáné, Zsófia Marton |

### Gruppe L
| Pl. | Land        | Sp. | S | U | N | Tore    | Diff. | Punkte |
| --- | ----------- | --- | - | - | - | ------- | ----- | ------ |
| 1.  | Türkei      | 3   | 2 | 0 | 1 | 085:880 | −3    | 04:20  |
| 2.  | Niederlande | 3   | 2 | 0 | 1 | 088:720 | +16   | 04:20  |
| 3.  | Slowenien   | 3   | 1 | 0 | 2 | 074:810 | −7    | 02:40  |
| 4.  | Portugal    | 3   | 1 | 0 | 2 | 080:860 | −6    | 02:40  |

Bei Punktgleichheit entschied der direkte Vergleich.
| 14. Juli 2025 12:00 Uhr | Slowenien                   | 25:26        | Türkei                     | SC Morača, Podgorica Zuschauer: 50 Schiedsrichter: Fernando Ramos Lopez , Zorica Mašić |
| 14. Juli 2025 12:00 Uhr | meiste Tore: Tea Pogorelc 7 | (12:13)      | meiste Tore: Buğu Sönmez 9 | SC Morača, Podgorica Zuschauer: 50 Schiedsrichter: Fernando Ramos Lopez , Zorica Mašić |
| 14. Juli 2025 12:00 Uhr | Strafen: 5×                 | Spielbericht | Strafen: 5× 1×             | SC Morača, Podgorica Zuschauer: 50 Schiedsrichter: Fernando Ramos Lopez , Zorica Mašić |

| 14. Juli 2025 14:30 Uhr | Portugal                     | 19:31        | Niederlande                  | SC Morača, Podgorica Zuschauer: 100 Schiedsrichter: Georgiana Murariu, Mihaela Paraschiv |
| 14. Juli 2025 14:30 Uhr | meiste Tore: Luísa Freitas 4 | (9:14)       | meiste Tore: Maud Horvers 11 | SC Morača, Podgorica Zuschauer: 100 Schiedsrichter: Georgiana Murariu, Mihaela Paraschiv |
| 14. Juli 2025 14:30 Uhr | Strafen: 4×                  | Spielbericht | Strafen: 1× 5×               | SC Morača, Podgorica Zuschauer: 100 Schiedsrichter: Georgiana Murariu, Mihaela Paraschiv |

| 15. Juli 2025 12:00 Uhr | Niederlande                  | 32:24        | Slowenien                  | SC Morača, Podgorica Zuschauer: 100 Schiedsrichter: Lucas Hellbusch, Darnel Jansen |
| 15. Juli 2025 12:00 Uhr | meiste Tore: Maud Horvers 10 | (14:7)       | meiste Tore: Lara Ermenc 7 | SC Morača, Podgorica Zuschauer: 100 Schiedsrichter: Lucas Hellbusch, Darnel Jansen |
| 15. Juli 2025 12:00 Uhr | Strafen: 1× 6×               | Spielbericht | Strafen: 5×                | SC Morača, Podgorica Zuschauer: 100 Schiedsrichter: Lucas Hellbusch, Darnel Jansen |

| 15. Juli 2025 14:30 Uhr | Türkei                      | 30:38        | Portugal                           | SC Morača, Podgorica Zuschauer: 80 Schiedsrichter: Barbora Bočáková, Lucia Jánošíková |
| 15. Juli 2025 14:30 Uhr | meiste Tore: Seval Bozova 7 | (16:20)      | meiste Tore: Iara Rocha Ribeiro 11 | SC Morača, Podgorica Zuschauer: 80 Schiedsrichter: Barbora Bočáková, Lucia Jánošíková |
| 15. Juli 2025 14:30 Uhr | Strafen: 3×                 | Spielbericht | Strafen: 3×                        | SC Morača, Podgorica Zuschauer: 80 Schiedsrichter: Barbora Bočáková, Lucia Jánošíková |

## Platzierungsrunde 1 bis 8
Für die Platzierungsrunde 1 bis 8 qualifizierten sich die drei Gewinner der Hauptrundengruppen, die drei Zweitplatzierten der Hauptrundengruppen und die zwei besten Drittplatzierten der Hauptrundengruppen.

### Übersicht
| Viertelfinale | Viertelfinale | Viertelfinale |  |            | Halbfinale  | Halbfinale | Halbfinale |                  |                  | Finale           | Finale | Finale |
|               |               |               |  |            |             |            |            |                  |                  |                  |        |        |
|               | Frankreich    | 26            |  |            |             |            |            |                  |                  |                  |        |        |
|               | Österreich    | 29            |  |            |             |            |            |                  |                  |                  |        |        |
|               |               |               |  | Österreich | 23          |            |            |                  |                  |                  |        |        |
|               |               |               |  |            | Spanien     | 28         |            |                  |                  |                  |        |        |
|               | Kroatien      | 11            |  |            |             |            |            |                  |                  |                  |        |        |
|               | Spanien       | 23            |  |            |             |            | Endspiel   | Endspiel         | Endspiel         |                  |        |        |
|               |               |               |  | Spanien    | 27          |            |            |                  |                  |                  |        |        |
|               |               |               |  |            | Deutschland | 34         |            |                  |                  |                  |        |        |
|               | Dänemark      | 20            |  |            |             |            |            |                  |                  |                  |        |        |
|               | Ungarn        | 19            |  |            |             |            |            |                  |                  |                  |        |        |
|               |               |               |  | Dänemark   | 31          |            |            |                  |                  |                  |        |        |
|               |               |               |  |            | Deutschland | 37         |            | Spiel um Platz 3 | Spiel um Platz 3 | Spiel um Platz 3 |        |        |
|               | Deutschland   | 35            |  |            |             |            | Österreich | 14               |                  |                  |        |        |
|               | Montenegro    | 33            |  |            |             |            |            | Dänemark         | 38               |                  |        |        |
|               |               |               |  |            |             |            |            |                  |                  |                  |        |        |

### Viertelfinale
| 17. Juli 2025 17:00 Uhr | Frankreich                 | 26:29        | Österreich                                                           | SC Morača, Podgorica Zuschauer: 150 Schiedsrichter: Mattias Fält, Mikael Holm |
| 17. Juli 2025 17:00 Uhr | meiste Tore: Lyson Samaï 5 | (13:12)      | meiste Tore: Lorena Baljak, Andrea Barnjak, Marie Scheiderbauer je 6 | SC Morača, Podgorica Zuschauer: 150 Schiedsrichter: Mattias Fält, Mikael Holm |
| 17. Juli 2025 17:00 Uhr | Strafen: 3×                | Spielbericht | Strafen: 4×                                                          | SC Morača, Podgorica Zuschauer: 150 Schiedsrichter: Mattias Fält, Mikael Holm |

| 17. Juli 2025 17:00 Uhr | Kroatien                  | 11:23        | Spanien                              | Bemax Arena, Podgorica Zuschauer: 100 Schiedsrichter: Lucas Hellbusch, Darnel Jansen |
| 17. Juli 2025 17:00 Uhr | meiste Tore: Taru Čović 4 | (4:13)       | meiste Tore: Rosane Serrano Ortega 9 | Bemax Arena, Podgorica Zuschauer: 100 Schiedsrichter: Lucas Hellbusch, Darnel Jansen |
| 17. Juli 2025 17:00 Uhr | Strafen: 1× 6×            | Spielbericht | Strafen: 2×                          | Bemax Arena, Podgorica Zuschauer: 100 Schiedsrichter: Lucas Hellbusch, Darnel Jansen |

| 17. Juli 2025 19:30 Uhr | Dänemark                               | 20:19        | Ungarn                       | SC Morača, Podgorica Zuschauer: 85 Schiedsrichter: Mathilde Cournil, Loriane Lamour |
| 17. Juli 2025 19:30 Uhr | meiste Tore: Anne Dolberg Plougstrup 6 | (10:12)      | meiste Tore: Virág Fazekas 8 | SC Morača, Podgorica Zuschauer: 85 Schiedsrichter: Mathilde Cournil, Loriane Lamour |
| 17. Juli 2025 19:30 Uhr | Strafen: 1× 3×                         | Spielbericht | Strafen: 1× 2×               | SC Morača, Podgorica Zuschauer: 85 Schiedsrichter: Mathilde Cournil, Loriane Lamour |

| 17. Juli 2025 19:30 Uhr | Deutschland                | 35:33        | Montenegro                    | Bemax Arena, Podgorica Zuschauer: 1200 Schiedsrichter: Aritz Zaragueta Ruiz, Raúl Oyarzun Aylagas |
| 17. Juli 2025 19:30 Uhr | meiste Tore: Lara Däuble 7 | (17:19)      | meiste Tore: Bojana Peličić 9 | Bemax Arena, Podgorica Zuschauer: 1200 Schiedsrichter: Aritz Zaragueta Ruiz, Raúl Oyarzun Aylagas |
| 17. Juli 2025 19:30 Uhr | Strafen: 5× 1×             | Spielbericht | Strafen: 3×                   | Bemax Arena, Podgorica Zuschauer: 1200 Schiedsrichter: Aritz Zaragueta Ruiz, Raúl Oyarzun Aylagas |

### Halbfinale
| 18. Juli 2025 17:00 Uhr | Österreich                   | 23:28        | Spanien                            | Bemax Arena, Podgorica Zuschauer: 300 Schiedsrichter: Bruna Corrêa, Renata Corrêa |
| 18. Juli 2025 17:00 Uhr | meiste Tore: Lorena Baljak 7 | (12:13)      | meiste Tore: Lucía Julve Benages 7 | Bemax Arena, Podgorica Zuschauer: 300 Schiedsrichter: Bruna Corrêa, Renata Corrêa |
| 18. Juli 2025 17:00 Uhr | Strafen: 1× 4×               | Spielbericht | Strafen: 1× 3×                     | Bemax Arena, Podgorica Zuschauer: 300 Schiedsrichter: Bruna Corrêa, Renata Corrêa |

| 18. Juli 2025 19:30 Uhr | Dänemark                               | 31:37        | Deutschland                | Bemax Arena, Podgorica Zuschauer: 400 Schiedsrichter: Boris Cipov, Zoran Klus |
| 18. Juli 2025 19:30 Uhr | meiste Tore: Anne Dolberg Plougstrup 9 | (17:20)      | meiste Tore: Chiara Rohr 9 | Bemax Arena, Podgorica Zuschauer: 400 Schiedsrichter: Boris Cipov, Zoran Klus |
| 18. Juli 2025 19:30 Uhr | Strafen: 3×                            | Spielbericht | Strafen: 4×                | Bemax Arena, Podgorica Zuschauer: 400 Schiedsrichter: Boris Cipov, Zoran Klus |

### Spiel um Platz 3
| 20. Juli 2025 17:00 Uhr | Österreich                                          | 14:38        | Dänemark                         | Bemax Arena, Podgorica Zuschauer: 400 Schiedsrichter: Mathilde Cournil, Loriane Lamour |
| 20. Juli 2025 17:00 Uhr | meiste Tore: Andrea Barnjak, Martina Maticevic je 3 | (6:17)       | meiste Tore: Emilie Schleicher 8 | Bemax Arena, Podgorica Zuschauer: 400 Schiedsrichter: Mathilde Cournil, Loriane Lamour |
| 20. Juli 2025 17:00 Uhr | Strafen: 5×                                         | Spielbericht | Strafen: 4×                      | Bemax Arena, Podgorica Zuschauer: 400 Schiedsrichter: Mathilde Cournil, Loriane Lamour |

### Finale
| 20. Juli 2025 19:30 Uhr | Spanien                              | 27:34        | Deutschland                    | Bemax Arena, Podgorica Zuschauer: 1500 Schiedsrichter: Rita Dáné, Zsófia Marton |
| 20. Juli 2025 19:30 Uhr | meiste Tore: Belén Rodríguez Lario 9 | (17:13)      | meiste Tore: Aylin Bornhardt 9 | Bemax Arena, Podgorica Zuschauer: 1500 Schiedsrichter: Rita Dáné, Zsófia Marton |
| 20. Juli 2025 19:30 Uhr | Strafen: 5×                          | Spielbericht | Strafen: 2×                    | Bemax Arena, Podgorica Zuschauer: 1500 Schiedsrichter: Rita Dáné, Zsófia Marton |

### Playoff um Platz 5–8
| 18. Juli 2025 17:00 Uhr | Frankreich                  | 20:19        | Kroatien                     | SC Morača, Podgorica Zuschauer: 150 Schiedsrichter: Jakub Uhlíř, Vojtěch Beňuš |
| 18. Juli 2025 17:00 Uhr | meiste Tore: Dawiya Abdou 5 | (11:10)      | meiste Tore: Katja Vuković 8 | SC Morača, Podgorica Zuschauer: 150 Schiedsrichter: Jakub Uhlíř, Vojtěch Beňuš |
| 18. Juli 2025 17:00 Uhr | Strafen: 1× 3×              | Spielbericht | Strafen: 1×                  | SC Morača, Podgorica Zuschauer: 150 Schiedsrichter: Jakub Uhlíř, Vojtěch Beňuš |

| 18. Juli 2025 19:30 Uhr | Ungarn                       | 33:36        | Montenegro                    | SC Morača, Podgorica Zuschauer: 170 Schiedsrichter: Georgiana Murariu, Mihaela Paraschiv |
| 18. Juli 2025 19:30 Uhr | meiste Tore: Virág Fazekas 7 | (15:17)      | meiste Tore: Elena Mitrović 8 | SC Morača, Podgorica Zuschauer: 170 Schiedsrichter: Georgiana Murariu, Mihaela Paraschiv |
| 18. Juli 2025 19:30 Uhr | Strafen: 4×                  | Spielbericht | Strafen: 5× 1×                | SC Morača, Podgorica Zuschauer: 170 Schiedsrichter: Georgiana Murariu, Mihaela Paraschiv |

#### Spiel um Platz 7
| 20. Juli 2025 14:30 Uhr | Kroatien                    | 16:28        | Ungarn                       | SC Morača, Podgorica Zuschauer: 100 Schiedsrichter: Mattias Fält, Mikael Holm |
| 20. Juli 2025 14:30 Uhr | meiste Tore: Josipa Zubac 4 | (8:12)       | meiste Tore: Anna Szeibert 5 | SC Morača, Podgorica Zuschauer: 100 Schiedsrichter: Mattias Fält, Mikael Holm |
| 20. Juli 2025 14:30 Uhr | Strafen: 3×                 | Spielbericht | Strafen: 4×                  | SC Morača, Podgorica Zuschauer: 100 Schiedsrichter: Mattias Fält, Mikael Holm |

#### Spiel um Platz 5
| 20. Juli 2025 14:30 Uhr | Frankreich                                  | 30:28        | Montenegro                    | Bemax Arena, Podgorica Zuschauer: 400 Schiedsrichter: Lucas Hellbusch, Darnel Jansen |
| 20. Juli 2025 14:30 Uhr | meiste Tore: Dawiya Abdou, Zeina Injai je 5 | (13:13)      | meiste Tore: Bojana Peličić 7 | Bemax Arena, Podgorica Zuschauer: 400 Schiedsrichter: Lucas Hellbusch, Darnel Jansen |
| 20. Juli 2025 14:30 Uhr | Strafen: 5×                                 | Spielbericht | Strafen: 1×                   | Bemax Arena, Podgorica Zuschauer: 400 Schiedsrichter: Lucas Hellbusch, Darnel Jansen |

## Platzierungsrunde 9 bis 16
Für die  Platzierungsrunde 9 bis 16 qualifizierten sich die Mannschaften der Hauptrundengruppe, die nicht in das Viertelfinale einzogen, die drei Gewinner der Zwischenrundengruppen und der zwei beste Zweitplatzierte der Zwischenrundengruppen.
| 17. Juli 2025 12:00 Uhr | Norwegen                           | 29:31        | Rumänien                              | SC Morača, Podgorica Zuschauer: 100 Schiedsrichter: Bruna Corrêa, Renata Corrêa |
| 17. Juli 2025 12:00 Uhr | meiste Tore: Vilde Janbu Fresvik 8 | (16:16)      | meiste Tore: Teodora Lavinia Damian 7 | SC Morača, Podgorica Zuschauer: 100 Schiedsrichter: Bruna Corrêa, Renata Corrêa |
| 17. Juli 2025 12:00 Uhr | Strafen: 3×                        | Spielbericht | Strafen: 1×                           | SC Morača, Podgorica Zuschauer: 100 Schiedsrichter: Bruna Corrêa, Renata Corrêa |

| 17. Juli 2025 12:00 Uhr | Serbien                        | 29:24        | Island                                                 | Bemax Arena, Podgorica Zuschauer: 100 Schiedsrichter: Jakub Uhlíř, Vojtěch Beňuš |
| 17. Juli 2025 12:00 Uhr | meiste Tore: Mia Nedeljković 9 | (14:11)      | meiste Tore: Ásthildur Þórhallsdóttir, Dagmar Guð je 5 | Bemax Arena, Podgorica Zuschauer: 100 Schiedsrichter: Jakub Uhlíř, Vojtěch Beňuš |
| 17. Juli 2025 12:00 Uhr | Strafen: 2×                    | Spielbericht | Strafen: 1× 2×                                         | Bemax Arena, Podgorica Zuschauer: 100 Schiedsrichter: Jakub Uhlíř, Vojtěch Beňuš |

| 17. Juli 2025 14:30 Uhr | Schweden                                        | 21:26        | Polen                           | SC Morača, Podgorica Zuschauer: 60 Schiedsrichter: Bogdan Kaluđerović, Ivan Vujačić |
| 17. Juli 2025 14:30 Uhr | meiste Tore: Meja Norrgård, Hanna Lundvall je 6 | (7:14)       | meiste Tore: Zofia Chwojnicka 7 | SC Morača, Podgorica Zuschauer: 60 Schiedsrichter: Bogdan Kaluđerović, Ivan Vujačić |
| 17. Juli 2025 14:30 Uhr | Strafen: 1× 6× 1×                               | Spielbericht | Strafen: 1× 6× 1×               | SC Morača, Podgorica Zuschauer: 60 Schiedsrichter: Bogdan Kaluđerović, Ivan Vujačić |

| 17. Juli 2025 14:30 Uhr | Tschechien                       | 41:23        | Türkei                     | Bemax Arena, Podgorica Zuschauer: 50 Schiedsrichter: Rita Dáné, Zsófia Marton |
| 17. Juli 2025 14:30 Uhr | meiste Tore: 4 Spielerinnen je 5 | (17:7)       | meiste Tore: Buket Seven 7 | Bemax Arena, Podgorica Zuschauer: 50 Schiedsrichter: Rita Dáné, Zsófia Marton |
| 17. Juli 2025 14:30 Uhr | Strafen: 4×                      | Spielbericht | Strafen: 8×                | Bemax Arena, Podgorica Zuschauer: 50 Schiedsrichter: Rita Dáné, Zsófia Marton |

### Playoff um Platz 9–12
| 18. Juli 2025 12:00 Uhr | Serbien                         | 25:29        | Rumänien                               | Bemax Arena, Podgorica Zuschauer: 106 Schiedsrichter: Ron Peretz, Niv Schwartz |
| 18. Juli 2025 12:00 Uhr | meiste Tore: Mia Nedeljković 10 | (13:12)      | meiste Tore: Teodora Lavinia Damian 11 | Bemax Arena, Podgorica Zuschauer: 106 Schiedsrichter: Ron Peretz, Niv Schwartz |
| 18. Juli 2025 12:00 Uhr | Strafen: 1× 8×                  | Spielbericht | Strafen: 4× 1×                         | Bemax Arena, Podgorica Zuschauer: 106 Schiedsrichter: Ron Peretz, Niv Schwartz |

| 18. Juli 2025 14:30 Uhr | Tschechien                       | 26:25        | Polen                           | Bemax Arena, Podgorica Zuschauer: 100 Schiedsrichter: Barbora Bočáková, Lucia Jánošíková |
| 18. Juli 2025 14:30 Uhr | meiste Tore: 4 Spielerinnen je 4 | (17:8)       | meiste Tore: Zuzanna Zimnicka 6 | Bemax Arena, Podgorica Zuschauer: 100 Schiedsrichter: Barbora Bočáková, Lucia Jánošíková |
| 18. Juli 2025 14:30 Uhr | Strafen: 3×                      | Spielbericht | Strafen: 3×                     | Bemax Arena, Podgorica Zuschauer: 100 Schiedsrichter: Barbora Bočáková, Lucia Jánošíková |

#### Spiel um Platz 11
| 20. Juli 2025 14:30 Uhr | Serbien                        | 27:31        | Polen                                                | Verde Complex, Podgorica Zuschauer: 60 Schiedsrichter: Georgiana Murariu, Mihaela Paraschiv |
| 20. Juli 2025 14:30 Uhr | meiste Tore: Milica Otašević 7 | (16:16)      | meiste Tore: Oliwia Pawłowska, Zuzanna Zimnicka je 6 | Verde Complex, Podgorica Zuschauer: 60 Schiedsrichter: Georgiana Murariu, Mihaela Paraschiv |
| 20. Juli 2025 14:30 Uhr | Strafen: 1× 4×                 | Spielbericht | Strafen: 3× 1×                                       | Verde Complex, Podgorica Zuschauer: 60 Schiedsrichter: Georgiana Murariu, Mihaela Paraschiv |

#### Spiel um Platz 9
| 20. Juli 2025 17:00 Uhr | Rumänien                  | 36:21        | Tschechien                                                                | SC Morača, Podgorica Zuschauer: 50 Schiedsrichter: Bogdan Kaluđerović, Ivan Vujačić |
| 20. Juli 2025 17:00 Uhr | meiste Tore: Daria Utan 8 | (20:11)      | meiste Tore: Michaela Krapková, Melisa Holeňáková, Markéta Polanková je 4 | SC Morača, Podgorica Zuschauer: 50 Schiedsrichter: Bogdan Kaluđerović, Ivan Vujačić |
| 20. Juli 2025 17:00 Uhr | Strafen: 1×               | Spielbericht | Strafen: 3×                                                               | SC Morača, Podgorica Zuschauer: 50 Schiedsrichter: Bogdan Kaluđerović, Ivan Vujačić |

### Playoff um Platz 13–16
| 18. Juli 2025 12:00 Uhr | Island                                                               | 24:34        | Norwegen                             | SC Morača, Podgorica Zuschauer: 75 Schiedsrichter: Danijela Sando Kovačević, Dragana Jakovljević |
| 18. Juli 2025 12:00 Uhr | meiste Tore: Arna Karítas Eiríksdóttir, Ásrún Inga Arnarsdóttir je 5 | (13:15)      | meiste Tore: Othilie Liodden Holte 7 | SC Morača, Podgorica Zuschauer: 75 Schiedsrichter: Danijela Sando Kovačević, Dragana Jakovljević |
| 18. Juli 2025 12:00 Uhr |                                                                      | Spielbericht | Strafen: 4×                          | SC Morača, Podgorica Zuschauer: 75 Schiedsrichter: Danijela Sando Kovačević, Dragana Jakovljević |

| 18. Juli 2025 14:30 Uhr | Türkei                                       | 18:43        | Schweden                                         | SC Morača, Podgorica Zuschauer: 65 Schiedsrichter: Ognjen Danilović, Sebastijan Karan |
| 18. Juli 2025 14:30 Uhr | meiste Tore: Buğu Sönmez, Sümeyye Durdu je 5 | (8:20)       | meiste Tore: Klara Bergling, Ebba Börjesson je 6 | SC Morača, Podgorica Zuschauer: 65 Schiedsrichter: Ognjen Danilović, Sebastijan Karan |
| 18. Juli 2025 14:30 Uhr | Strafen: 4×                                  | Spielbericht | Strafen: 1×                                      | SC Morača, Podgorica Zuschauer: 65 Schiedsrichter: Ognjen Danilović, Sebastijan Karan |

#### Spiel um Platz 15
| 20. Juli 2025 12:00 Uhr | Island                                                                  | 36:24        | Türkei                     | SC Morača, Podgorica Zuschauer: 80 Schiedsrichter: Ron Peretz, Niv Schwartz |
| 20. Juli 2025 12:00 Uhr | meiste Tore: Ásthildur Þórhallsdóttir, Bergrós Ásta Guðmundsdóttir je 7 | (15:12)      | meiste Tore: Buket Seven 9 | SC Morača, Podgorica Zuschauer: 80 Schiedsrichter: Ron Peretz, Niv Schwartz |
| 20. Juli 2025 12:00 Uhr | Strafen: 4×                                                             | Spielbericht | Strafen: 3×                | SC Morača, Podgorica Zuschauer: 80 Schiedsrichter: Ron Peretz, Niv Schwartz |

#### Spiel um Platz 13
| 20. Juli 2025 12:00 Uhr | Norwegen                           | 22:31        | Schweden                     | Bemax Arena, Podgorica Zuschauer: 50 Schiedsrichter: Aritz Zaragueta Ruiz, Raúl Oyarzun Aylagas |
| 20. Juli 2025 12:00 Uhr | meiste Tore: Vilde Janbu Fresvik 7 | (9:17)       | meiste Tore: Meja Norrgård 6 | Bemax Arena, Podgorica Zuschauer: 50 Schiedsrichter: Aritz Zaragueta Ruiz, Raúl Oyarzun Aylagas |
| 20. Juli 2025 12:00 Uhr |                                    | Spielbericht | Strafen: 1×                  | Bemax Arena, Podgorica Zuschauer: 50 Schiedsrichter: Aritz Zaragueta Ruiz, Raúl Oyarzun Aylagas |

## Platzierungsrunde 17 bis 24
| 17. Juli 2025 12:00 Uhr | Niederlande                  | 30:27        | Finnland                       | Verde Complex, Podgorica Zuschauer: 80 Schiedsrichter: Barbora Bočáková, Lucia Jánošíková |
| 17. Juli 2025 12:00 Uhr | meiste Tore: Maud Horvers 11 | (13:11)      | meiste Tore: Ella Saukkonen 10 | Verde Complex, Podgorica Zuschauer: 80 Schiedsrichter: Barbora Bočáková, Lucia Jánošíková |
| 17. Juli 2025 12:00 Uhr | Strafen: 2× 6×               | Spielbericht | Strafen: 2×                    | Verde Complex, Podgorica Zuschauer: 80 Schiedsrichter: Barbora Bočáková, Lucia Jánošíková |

| 17. Juli 2025 14:30 Uhr | Färöer                                  | 39:38 n. V.      | Litauen                              | Verde Complex, Podgorica Zuschauer: 25 Schiedsrichter: Danijela Sando Kovačević, Dragana Jakovljević |
| 17. Juli 2025 14:30 Uhr | meiste Tore: Rakul Borgarlíð Joensen 13 | (14:21), (32:32) | meiste Tore: Gabija Pilikauskaitė 13 | Verde Complex, Podgorica Zuschauer: 25 Schiedsrichter: Danijela Sando Kovačević, Dragana Jakovljević |
| 17. Juli 2025 14:30 Uhr | Strafen: 2×                             | Spielbericht     | Strafen: 3×                          | Verde Complex, Podgorica Zuschauer: 25 Schiedsrichter: Danijela Sando Kovačević, Dragana Jakovljević |

| 17. Juli 2025 17:00 Uhr | Schweiz                                            | 33:23        | Nordmazedonien                | Verde Complex, Podgorica Zuschauer: 56 Schiedsrichter: Georgiana Murariu, Mihaela Paraschiv |
| 17. Juli 2025 17:00 Uhr | meiste Tore: Era Baumann, Yara-Ladina Brunett je 8 | (17:10)      | meiste Tore: Anja Lashkoska 6 | Verde Complex, Podgorica Zuschauer: 56 Schiedsrichter: Georgiana Murariu, Mihaela Paraschiv |
| 17. Juli 2025 17:00 Uhr | Strafen: 1×                                        | Spielbericht | Strafen: 1× 7×                | Verde Complex, Podgorica Zuschauer: 56 Schiedsrichter: Georgiana Murariu, Mihaela Paraschiv |

| 17. Juli 2025 19:30 Uhr | Slowenien                      | 35:29        | Portugal                                      | Verde Complex, Podgorica Zuschauer: 70 Schiedsrichter: Ognjen Danilović, Sebastijan Karan |
| 17. Juli 2025 19:30 Uhr | meiste Tore: Veronika Doneva 7 | (16:12)      | meiste Tore: Lara Calçada, Luísa Freitas je 7 | Verde Complex, Podgorica Zuschauer: 70 Schiedsrichter: Ognjen Danilović, Sebastijan Karan |
| 17. Juli 2025 19:30 Uhr | Strafen: 4×                    | Spielbericht | Strafen: 3×                                   | Verde Complex, Podgorica Zuschauer: 70 Schiedsrichter: Ognjen Danilović, Sebastijan Karan |

### Playoff um Platz 17–20
| 18. Juli 2025 14:30 Uhr | Niederlande                 | 28:23        | Färöer                                                        | Verde Complex, Podgorica Zuschauer: 90 Schiedsrichter: Lucas Hellbusch, Darnel Jansen |
| 18. Juli 2025 14:30 Uhr | meiste Tore: Maud Horvers 7 | (13:11)      | meiste Tore: Joan Johannesen, Silja Geirsdóttir Eystberg je 7 | Verde Complex, Podgorica Zuschauer: 90 Schiedsrichter: Lucas Hellbusch, Darnel Jansen |
| 18. Juli 2025 14:30 Uhr | Strafen: 2×                 | Spielbericht | Strafen: 3×                                                   | Verde Complex, Podgorica Zuschauer: 90 Schiedsrichter: Lucas Hellbusch, Darnel Jansen |

| 18. Juli 2025 19:30 Uhr | Schweiz                                            | 27:23        | Slowenien                   | Verde Complex, Podgorica Zuschauer: 40 Schiedsrichter: Aritz Zaragueta Ruiz, Raúl Oyarzun Aylagas |
| 18. Juli 2025 19:30 Uhr | meiste Tore: Era Baumann, Yara-Ladina Brunett je 8 | (13:8)       | meiste Tore: Tea Pogorelc 7 | Verde Complex, Podgorica Zuschauer: 40 Schiedsrichter: Aritz Zaragueta Ruiz, Raúl Oyarzun Aylagas |
| 18. Juli 2025 19:30 Uhr | Strafen: 2×                                        | Spielbericht | Strafen: 1× 7×              | Verde Complex, Podgorica Zuschauer: 40 Schiedsrichter: Aritz Zaragueta Ruiz, Raúl Oyarzun Aylagas |

#### Spiel um Platz 19
| 20. Juli 2025 9:30 Uhr | Färöer                                    | 23_31        | Slowenien                  | Bemax Arena, Podgorica Zuschauer: 60 Schiedsrichter: Danijela Sando Kovačević, Dragana Jakovljević |
| 20. Juli 2025 9:30 Uhr | meiste Tore: Silja Geirsdóttir Eystberg 8 | (13:15)      | meiste Tore: Lana Puncer 8 | Bemax Arena, Podgorica Zuschauer: 60 Schiedsrichter: Danijela Sando Kovačević, Dragana Jakovljević |
| 20. Juli 2025 9:30 Uhr | Strafen: 2×                               | Spielbericht | Strafen: 2×                | Bemax Arena, Podgorica Zuschauer: 60 Schiedsrichter: Danijela Sando Kovačević, Dragana Jakovljević |

#### Spiel um Platz 17
| 20. Juli 2025 12:00 Uhr | Niederlande                                    | 25:23        | Schweiz                    | Verde Complex, Podgorica Zuschauer: 40 Schiedsrichter: Boris Cipov, Zoran Klus |
| 20. Juli 2025 12:00 Uhr | meiste Tore: Fleur Schouten, Maud Horvers je 8 | (17:15)      | meiste Tore: Era Baumann 9 | Verde Complex, Podgorica Zuschauer: 40 Schiedsrichter: Boris Cipov, Zoran Klus |
| 20. Juli 2025 12:00 Uhr | Strafen: 1× 5×                                 | Spielbericht | Strafen: 1×                | Verde Complex, Podgorica Zuschauer: 40 Schiedsrichter: Boris Cipov, Zoran Klus |

### Playoff um Platz 21–24
| 18. Juli 2025 12:00 Uhr | Finnland                              | 34:26        | Litauen                             | Verde Complex, Podgorica Zuschauer: 75 Schiedsrichter: Bogdan Kaluđerović, Ivan Vujačić |
| 18. Juli 2025 12:00 Uhr | meiste Tore: Tindra Björkenheim-Ajo 9 | (17:12)      | meiste Tore: Gabija Pilikauskaitė 7 | Verde Complex, Podgorica Zuschauer: 75 Schiedsrichter: Bogdan Kaluđerović, Ivan Vujačić |
| 18. Juli 2025 12:00 Uhr | Strafen: 1× 5×                        | Spielbericht | Strafen: 1× 4×                      | Verde Complex, Podgorica Zuschauer: 75 Schiedsrichter: Bogdan Kaluđerović, Ivan Vujačić |

| 18. Juli 2025 17:00 Uhr | Nordmazedonien                  | 28:29        | Portugal                        | Verde Complex, Podgorica Zuschauer: 51 Schiedsrichter: Mattias Fält, Mikael Holm |
| 18. Juli 2025 17:00 Uhr | meiste Tore: Leona Milenkoska 6 | (13:11)      | meiste Tore: Clémentine Silva 9 | Verde Complex, Podgorica Zuschauer: 51 Schiedsrichter: Mattias Fält, Mikael Holm |
| 18. Juli 2025 17:00 Uhr | Strafen: 3×                     | Spielbericht | Strafen: 3×                     | Verde Complex, Podgorica Zuschauer: 51 Schiedsrichter: Mattias Fält, Mikael Holm |

#### Spiel um Platz 23
| 20. Juli 2025 9:30 Uhr | Litauen                              | 38:39        | Nordmazedonien                  | Verde Complex, Podgorica Zuschauer: 15 Schiedsrichter: Jakub Uhlíř, Vojtěch Beňuš |
| 20. Juli 2025 9:30 Uhr | meiste Tore: Gabija Pilikauskaitė 13 | (19:20)      | meiste Tore: Isidora Kotevska 9 | Verde Complex, Podgorica Zuschauer: 15 Schiedsrichter: Jakub Uhlíř, Vojtěch Beňuš |
| 20. Juli 2025 9:30 Uhr | Strafen: 1× 4×                       | Spielbericht | Strafen: 5× 1×                  | Verde Complex, Podgorica Zuschauer: 15 Schiedsrichter: Jakub Uhlíř, Vojtěch Beňuš |

#### Spiel um Platz 21
| 20. Juli 2025 9:30 Uhr | Finnland                                            | 27:32        | Portugal                          | SC Morača, Podgorica Zuschauer: 50 Schiedsrichter: Ognjen Danilović, Sebastijan Karan |
| 20. Juli 2025 9:30 Uhr | meiste Tore: Linda Juvala, Vivia Rinta-Paavola je 4 | (13:18)      | meiste Tore: Iara Rocha Ribeiro 8 | SC Morača, Podgorica Zuschauer: 50 Schiedsrichter: Ognjen Danilović, Sebastijan Karan |
| 20. Juli 2025 9:30 Uhr |                                                     | Spielbericht | Strafen: 1×                       | SC Morača, Podgorica Zuschauer: 50 Schiedsrichter: Ognjen Danilović, Sebastijan Karan |

## Abschlussplatzierungen
| Rang   | Team           |
| ------ | -------------- |
| Gold   | Deutschland    |
| Silber | Spanien        |
| Bronze | Dänemark       |
| 4.     | Österreich     |
| 5.     | Frankreich     |
| 6.     | Montenegro     |
| 7.     | Ungarn         |
| 8.     | Kroatien       |
| 9.     | Rumänien       |
| 10.    | Tschechien     |
| 11.    | Polen          |
| 12.    | Serbien        |
| 13.    | Schweden       |
| 14.    | Norwegen       |
| 15.    | Island         |
| 16.    | Türkei         |
| 17.    | Niederlande    |
| 18.    | Schweiz        |
| 19.    | Slowenien      |
| 20.    | Färöer         |
| 21.    | Portugal       |
| 22.    | Finnland       |
| 23.    | Nordmazedonien |
| 24.    | Litauen        |

## Torschützenliste
| Platz | Spieler                  | Team        | Tore |
| ----- | ------------------------ | ----------- | ---- |
| 1.    | Gabija Pilikauskaitė     | Litauen     | 83   |
| 2.    | Maud Horvers             | Niederlande | 64   |
| 3.    | Teodora Lavinia Damian   | Rumänien    | 62   |
| 4.    | Buket Seven              | Türkei      | 60   |
| 5.    | Mia Nedeljković          | Serbien     | 54   |
| 6.    | Belén Rodríguez Lario    | Spanien     | 51   |
| 6.    | Vilde Janbu Fresvik      | Norwegen    | 51   |
| 6.    | Anne Dolberg Plougstrup  | Dänemark    | 51   |
| 9.    | Ásthildur Þórhallsdóttir | Island      | 50   |
| 10.   | Chiara Rohr              | Deutschland | 49   |
| 10.   | Virág Fazekas            | Ungarn      | 49   |

## All-Star-Team
| Chiara Rohr |                         | Aurelie Timi Egbaimo    |             | Blandine Gros |
|             | Anne Dolberg Plougstrup |                         | Lara Däuble |               |
|             |                         | Belén Rodríguez Lario   |             |               |
|             |                         | Goundo Gassama Cissokho |             |               |

Beste Abwehrspielerin: Clara Mendgaard Sørensen 